# Steinvör Sighvatsdotter
Steinvör Sighvatsdotter (Steinvör Sighvatsdóttir), född vid 1200-talets början, död 17 oktober 1271, var troligen sturlungatidens mest inflytelserika kvinna på Island. Hon var också skáldkona (skaldinna), och är den enda kvinna vars namn omtalas i Skáldatal. 

## Släkt och familj
Steinvörs föräldrar var Sighvat Sturlasson och Halldora, dotter till hövdingen Tume Kolbeinsson. På faderns sida härstammade hon från sturlungarna, men hennes mor var asbirning. Hövdingen Kolbein Tumason var hennes morbror, och Kolbein unge, som senare nästan lyckades utplåna sturlungarna, var hennes kusin.

## Levnad
År 1230 ingick Steinvör äktenskap med Halvdan Sämundsson (Hálfdan Sæmundsson), son till Sämund Jonsson på Oddi. Paret slog sig ner på gården Keldur i Rangárvellir. Halvdan var, enligt Sturlungasagan, en fredlig människa som föredrog lugnet på den egna gården framför att blanda sig i samtidens konflikter. Steinvör, som själv räknade sig till sturlungarna, tycks ha funnit sig i detta – åtminstone så länge det gick den egna ätten väl i händer.
Men år 1238 blev sturlungarna i grund slagna vid Örlygsstad (Örlygsstaðir), där Steinvörs far och fyra bröder omkom. Då brodern Tord kakali (Þórðr kakali) fyra år senare återvände från Norge, för att återupprätta sturlungarnas förlorade välde, var det till sin syster på Keldur som han vände sig. Enligt Tord kakalis saga räknade han med att Steinvör, "som var en mycket kraftfull kvinna, helt säkert skulle driva på sin make Halvdan". Det gjorde hon också. Hon hotade till och med att överlämna fatabursnycklarna (=husfruns symbol) till honom och själv gripa till vapen om han inte hjälpte hennes bror. Den fredlige Halvdan föll till föga, men var fortfarande försiktig och vägrade i det längsta att ta öppen ställning i konflikten.
Steinvör var mycket respekterad av sin samtid, och hade ett större inflytande än vad som var vanligt bland kvinnor vid denna tid. Detta framgår inte minst av Sturlungasagans skildring av Tord kakalis konflikt med sydlandets bönder hösten 1242. Öppen strid med vapen avvärjdes sedan Steinvör och biskop Sigvard Tettmarsson (Sigvarðr Þéttmarsson) ställt upp som medlare. Bönderna gick då med på förlikning under förutsättning att dessa två fick bestämma villkoren. Men om inte heller medlarna kunde enas skulle Steinvör ensam råda. Bönderna satte alltså henne över biskopen. 
Vid Tord kakalis död 1256 var Steinvör ensam arvinge. Hon gav då gården Grund till sin svärson Torvard Torarinsson (Þorvarðr Þórarinsson) av svinfellingarnas ätt, och satte honom att ta hand om Tords godord i Eyjafjorden. Detta ledde till att Torvard kom i konflikt med Torgils den harmynte (Þorgils skarði) av sturlungaätten, som också ansåg sig äga makt i området, vilket slutade med att Torvard svekfullt överföll och dräpte Torgils natten mot den 22 januari 1258. För detta nidingsdåd förlorade han dock allt anseende i bygden och blev snart bortjagad från Eyjafjorden.
Steinvör och Halvdan hade tre söner: Loft som blev riddare på Grund i Eyjafjorden, Sighvat som blev riddare på Keldur, och Sturla.

## Diktning
Steinvör är den enda kvinna vars namn är medtaget i Skáldatals förteckning över furstelovskalder. Hon sägs där ha besjungit hövdingen Gaut på Melr (död 1270), som var sturlungarnas bundsförvant. Ingenting av detta verk (en drapa?) har dock bevarats.
I Islänningasagan, som ingår i Sturlungasagan, finns en samling versifierade drömmar och förebud som sägs ha inträffat kort före slaget vid Örlygsstad. En av dessa drömvisor, avfattad på ett slags töglag, tillskrivs Steinvör. Hon sägs där ha drömt att hon fann ett avhugget människohuvud på gärdet och att en drömgestalt frågade henne vad hon skulle göra med huvudet. Om denna korta visa är autentisk, så är den det enda som i dag återstår av Steinvörs diktning.